# 木茼蒿属
木茼蒿属（学名：Argyranthemum）是菊科下的一个属。半灌木。该属共有约12－15种，主要产自西北非、加那利群岛与欧洲。
属名Argyranthemum来源于希腊语argyreios（银白色）与anthos（花）的合成词，指属内花呈白色。

## 下属物种
- 木茼蒿 Argyranthemum frutescens

园艺种
- 重瓣粉花茼蒿菊 Argyranthemum 'Double Pink'
- 玛格丽特 Argyranthemum ‘Butterfly Yellow’